# Carena

LWL: lunghezza al galleggiamento; LOA: lunghezza fuori tutto

La carena (dal latino carīna), detta anche opera viva, è la parte dello scafo di un'imbarcazione o nave che può essere immersa. 
Esistono vari tipi di carena: tonda, tipo Hunt, a spigolo, ad ala di gabbiano, a catamarano, ad aliscafo. Tuttavia secondo il profilo che assume la sezione maestra della carena, distinguiamo il tipo dislocante, dislocante veloce, semiplanante e quello planante.

## Tipologie

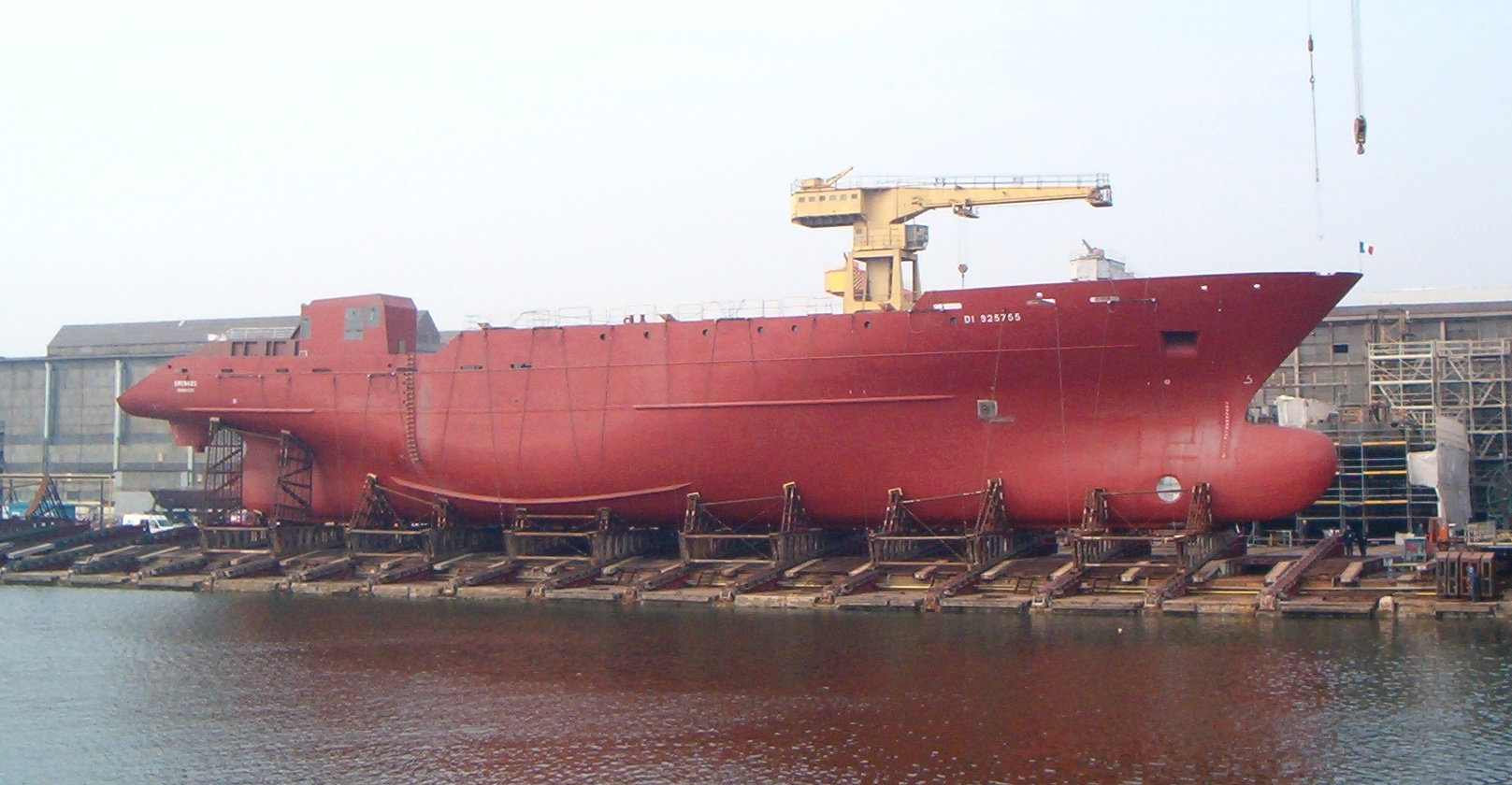
Carena di un mercantile moderno con bulbo

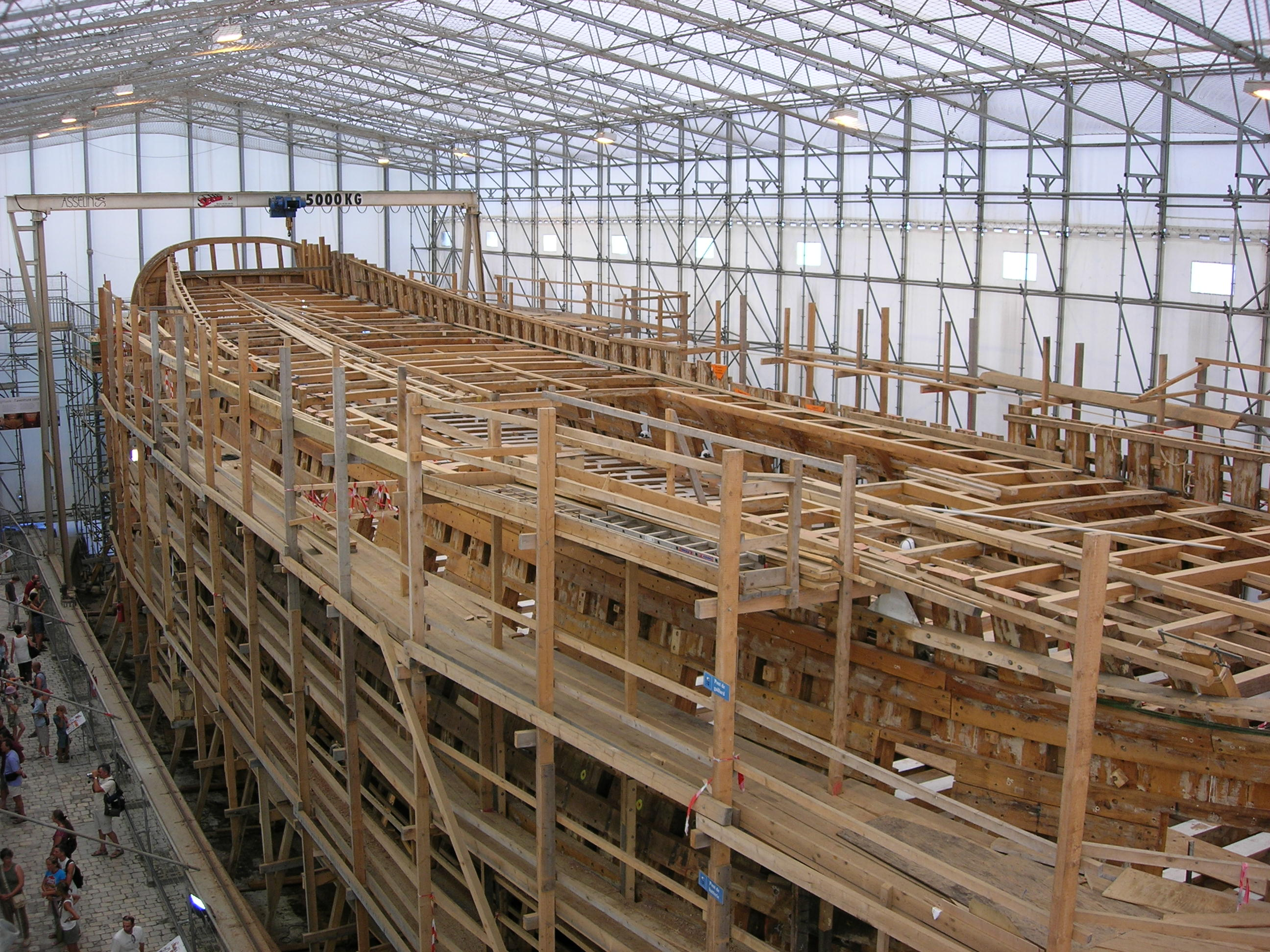
Ricostruzione di una carena in legno

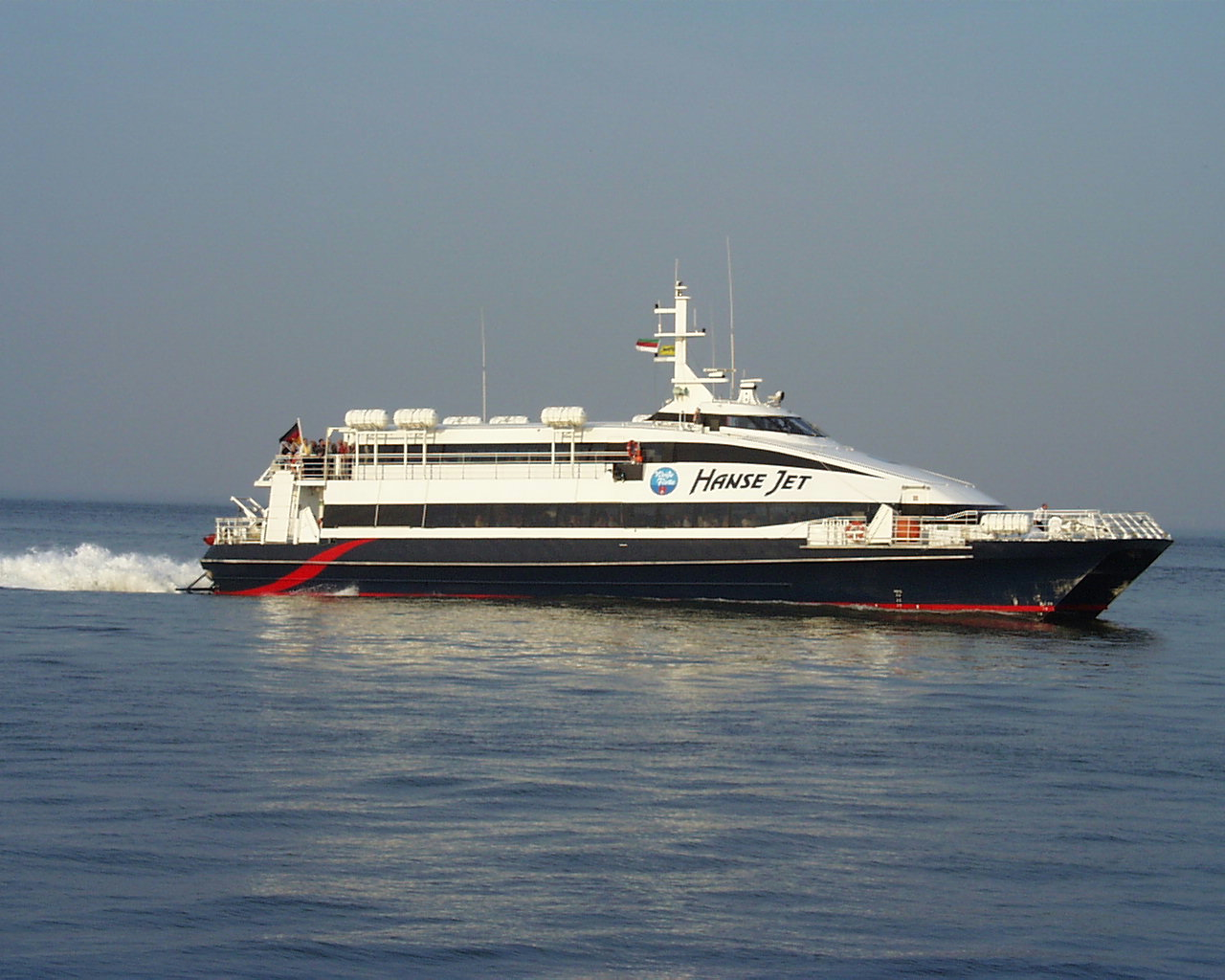
Veloce catamarano con carena in alluminio

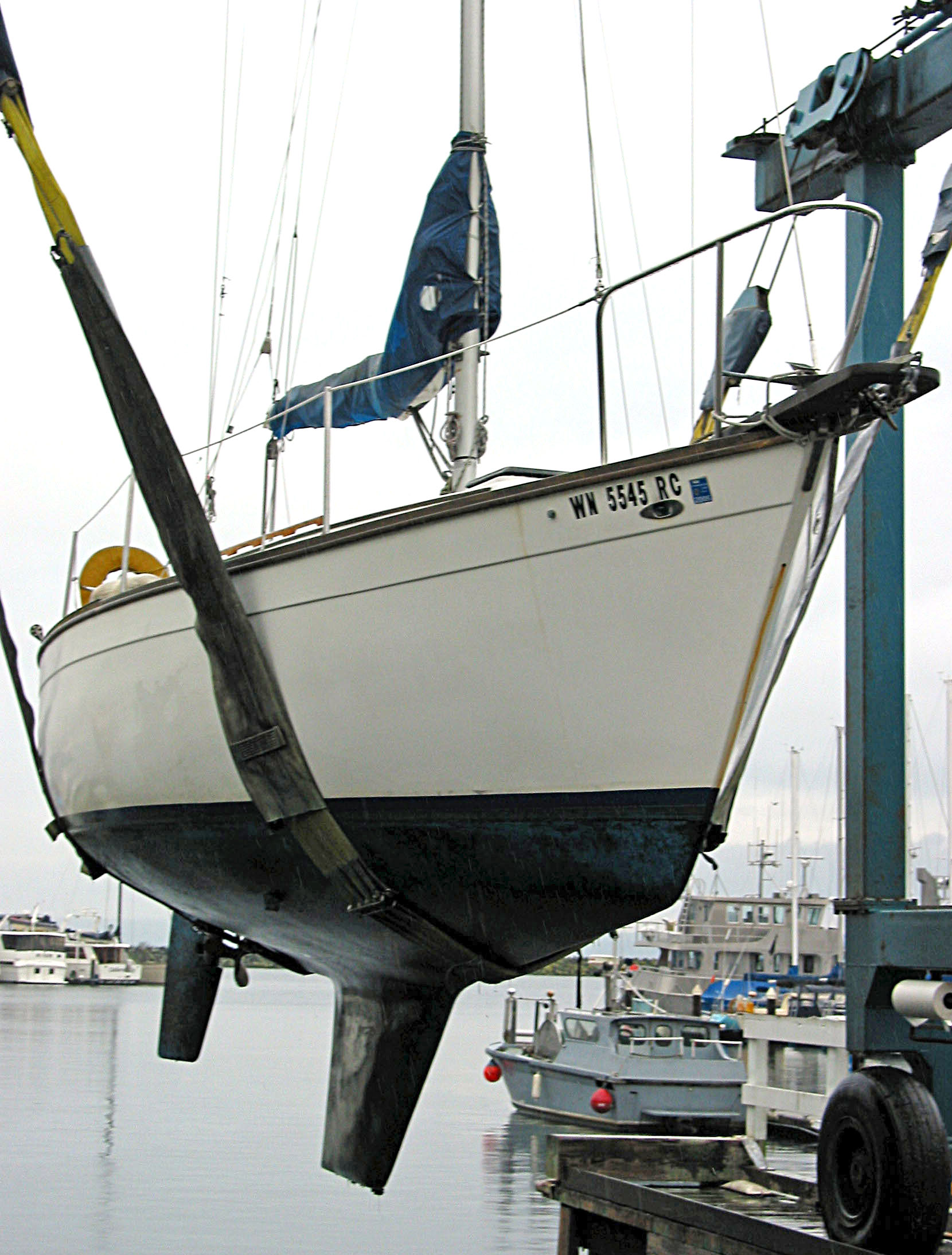
Carena in vetroresina di una barca moderna

### Carena dislocante
La carena dislocante è generalmente del tipo tondo ed è caratteristica degli scafi di pescherecci, barche a vela (escluse le derive) ed in generale della maggior parte del naviglio mercantile; ha una maggiore stabilità rispetto alla carena planante. 

La peculiarità di questo tipo di scafo è che esso presenta una velocità teorica massima di avanzamento, detta anche critica o velocità della carena, data dalla formula
 dove {\displaystyle L} è la lunghezza al galleggiamento dello scafo espressa in piedi e {\displaystyle V_{m}} la velocità espressa in nodi.

I valori di {\displaystyle T_{q}} sono 1,35 per carene dislocanti, 1,56 dislocanti veloci, 1,8 semiplananti, 3 ed oltre plananti.

La velocità della carena, soprattutto nel caso di propulsione a vela, è spesso considerata come la più alta velocità che uno scafo dislocante può raggiungere. Questo non è rigorosamente vero. 
Tale valore indica solo una velocità teorica alla quale lo scafo raggiunge la propria scia: superata tale velocità, la resistenza all'avanzamento di uno scafo dislocante cresce in modo esponenziale, anziché quadratico, con la velocità.
Dunque, in generale, superare la velocità critica dello scafo significa avere maggiore velocità, ma con efficienza sempre minore e consumi sempre maggiori.
Tuttavia, esistono diverse opzioni per battere il muro crescente di acqua e guadagnare maggiore velocità contenendo i consumi. 
La moderna ingegneria navale, infatti, non fa più uso del concetto di velocità critica, che è stato soppiantato da considerazioni più precise riguardo alla forma dello scafo ed al numero di Froude.

### Carena planante
La carena planante è generalmente la carena di mezzi progettati per raggiungere elevate velocità. Viene chiamata planante perché, oltre la velocità critica che le è propria, la carena si solleva dall'acqua grazie alla sua particolare forma (o particolari appendici alari), riducendo la sua parte immersa e conseguentemente la resistenza all'avanzamento. 

In questi tipi di carena la quantità di spinta di Archimede che si perde per l'effetto della diminuita immersione viene sostituita da una nuova forza detta portanza (lift).

### Carena a V
Differenti sono le soluzioni adottate dai progettisti nel corso degli anni, oltre alle carene di R. Hunt a V profonda (deep-Vee), agli inizi degli anni '60 un altro progettista e innovatore, Renato "Sonny" Levi mise a punto in Italia le carene "a Delta". Le caratteristiche principali di queste carene sono avere un perfetto assetto e un'ottima tenuta di mare in condizioni limite grazie anche ad un ampio angolo di diedro (deadrise) allo specchio di poppa.